# Martín Palmeri

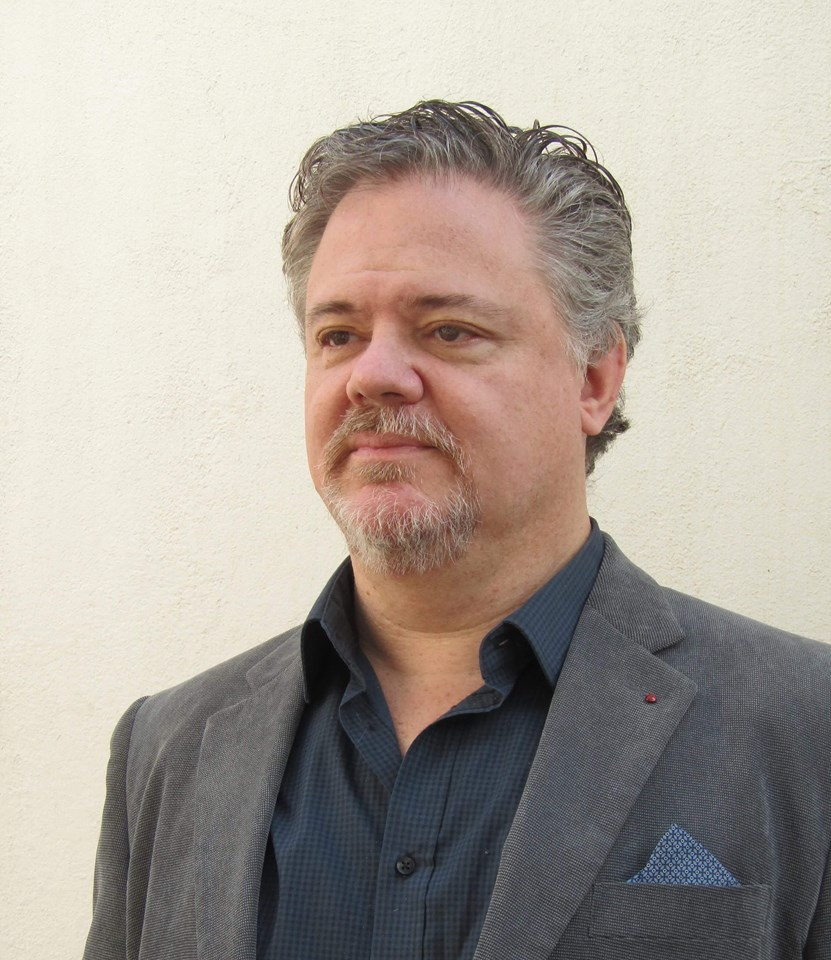
Martín Palmeri (2018)

Martín Palmeri (* 19. Juli 1965 in Buenos Aires) ist ein argentinischer Komponist und Dirigent.

## Leben und Wirken

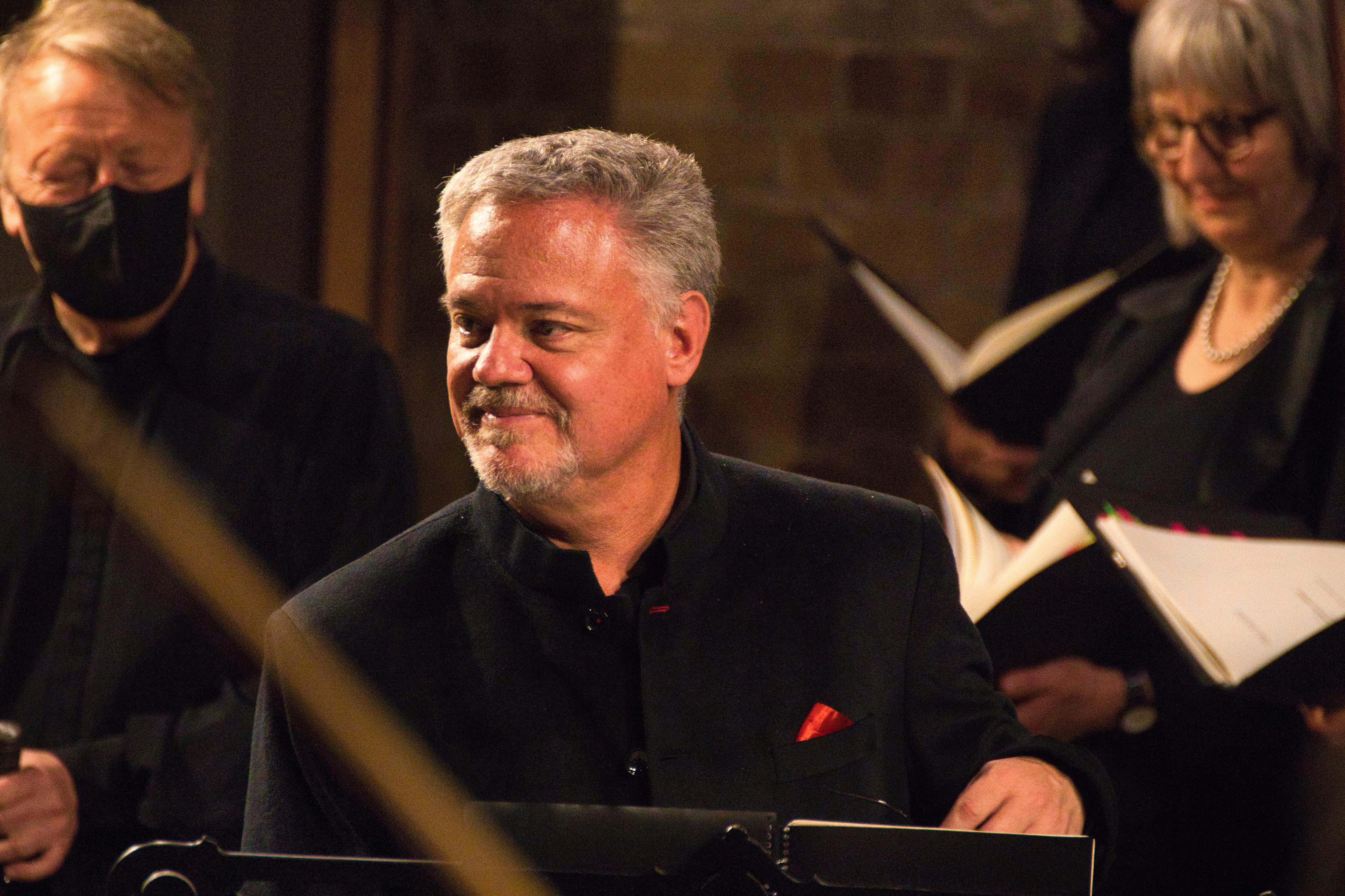
Martín Palmeri bei der Aufführung seiner Misa Tango in Würzburg, 2022

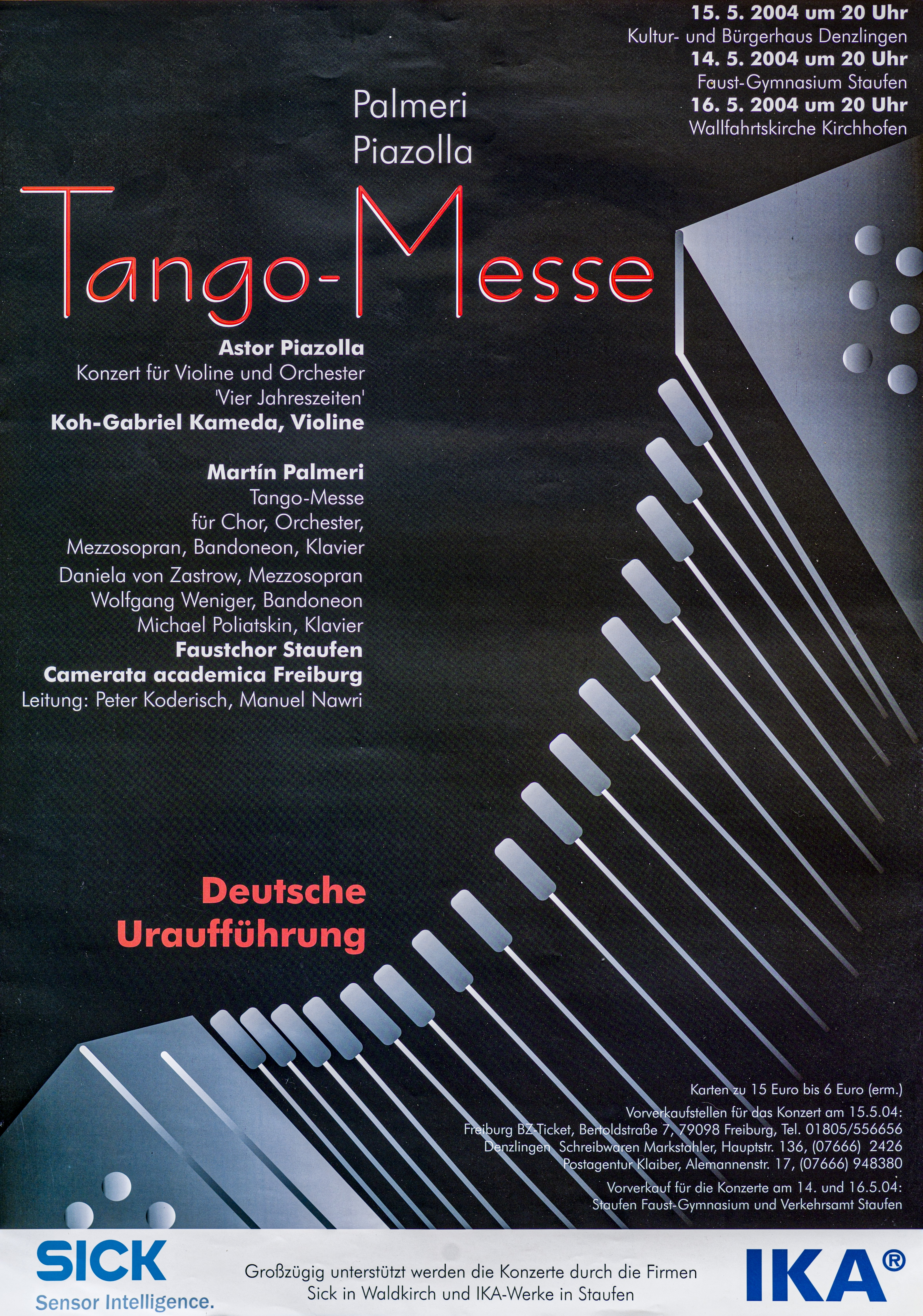
Plakat der deutschen Erstaufführung 2004 durch den Faust-Chor Staufen und die Camerata academica Freiburg

Seine Vorfahren stammen aus Italien und Dänemark. Er studierte in Argentinien und Italien Komposition bei Daniel Montes, Marcelo Chevalier, Rodolfo Mederos, Virtú Maragno und Edgar Grana (New York), Chorleitung bei Antonio Russo und Nestor Zadoff, Dirigieren bei Mario Benzecry, Gesang bei Amalia Estévez und José Crea und Klavier bei Eduardo Páez und Orlando Tripodi.
Er ist Komponist von Vokal- und Instrumentalwerken, von denen viele von Form und Harmonik des Tango Nuevo inspiriert sind, darunter Opern, Oratorien, Chor- und Orchesterkompositionen. Palmeri übernahm den Klavierpart seines bekanntesten Werkes Misa a Buenos Aires (Misatango) bei Aufführungen in Argentinien, Belgien, Brasilien, Chile, Dänemark, Deutschland, Ecuador, Frankreich, Holland, Israel, Italien, Lettland, Litauen, Österreich, Polen, der Slowakei, Spanien, der Schweiz, der Türkei und den USA. Die Komposition wurde beim Festival Europa Cantat 2009 in Utrecht, Niederlande im Rahmen eines Ateliers von Dirigenten, Solisten und Orchestern interpretiert. Martín Palmeri brachte gemeinsam mit dem Kölner Domchor und Roma Sinfonietta die Misatango im Oktober 2013 in einem Konzert zu Ehren von Papst Franziskus, das von der Fondazione Pro Musica e Arte Sacra organisiert wurde, in Rom in der Basilika Sant’Ignazio di Loyola in Campo Marzio zu Gehör. Die Erstaufführung in Deutschland war am 14. Mai 2004 im Faust Gymnasium Staufen durch Faust-Chor Staufen und die Camerata academica Freiburg. 
Palmeri erhielt den ersten Preis für ein Chor-Arrangement vom argentinischen Chorverband AAMCANT im Jahr 2011. Die Universität von Rosario zeichnete ihn 2010 mit dem ersten Preis für „National Choral Arrangements“ aus. Im Jahr 2003 verlieh ihm der nationale Kunstfonds den ersten Preis in dem Genre „Sinfonisches Werk“ beim Kompositionswettbewerb Juan Carlos Paz für sein Concierto de Danzas für Cello und Orchester.
Mehrere CDs mit Palmeris Kompositionen sind in Italien, Lettland, Deutschland und Argentinien erschienen.
Palmeri lebt in Paraná in der Provinz Entre Ríos.

## Werke

### Opern
- Mateo – Uraufführung – Teatro Roma in Avellaneda (1999)
- Stefano

### Orchesterwerke
- Tango del Bicentenario
- Sobre las Cuatro Estaciones – Über die vier Jahreszeiten (2004/2012), Version für Solocello sowie Version für Solobandoneon und Orchester (deutsche Erstaufführung 8. Juni 2013 in Warendorf)
- Konzert für Bandoneon am Teatro Roma in Avellaneda (2004)
- Presagios für Cello und Kammerorchester (2001)
- Duo Fantasioso (2013) für Flöte, Bandoneon und Kammerorchester – UA Warendorf 8. Juni 2013

### Chorwerke
- Misa a Buenos Aires (Misatango) für Sopran, Chor, Bandoneon, Klavier und Streicher – uraufgeführt durch das  Orquesta Sinfónica nacional de Cuba im Jahr 1996
- Oratorio de Navidad (Weihnachtsoratorium) für Soli SATB, Chor, Bandoneon, Klavier, Streicher – Uraufführung UBA Facultad de Derecho (2003)
- Canto de la lejania – Song of the distance für gemischten Chor, Bandoneon, Klavier, Kontrabass – 2010
- Magnificat – für Sopran, Mezzosopran, Chor, Bandoneon, Klavier und Streicher – uraufgeführt 2012 in Mailand, deutsche Erstaufführung 8. Juni 2013 in Warendorf[3]
- Amor América – Cantata latinoamericana nach Texten von Pablo Neruda für Sopran, Bariton, Chor und Orchester – Uraufführung 2014 durch das Orquesta sinfonica de Cuenca, Ecuador
- Gloria für Sopran, Mezzosopran, Bariton, Chor und Orchester (Uraufführung in Basel, Dezember 2014)
- La Creación – Tango Oratorio für Mezzosopran, Chor, Bandoneon, Klavier und Streicher (Uraufführung in Lyss, März 2017[4])
- Nisi Dominus – Psalm 127 für Sopran, Chor, Bandoneon, Klavier und Streicher (Uraufführung 24. Juni 2022 in Nürnberg[5])
- Zahlreiche Arrangements von Tangos für Chor a cappella

## Diskografie
- Misatango
  - Coro de Cámara Intis, Qrquesta Sinfónica de Liepaya, Fernando Alvarez. Fonocal 05 (2011)
  - + Tango Gloria. Sächsisches Vocalensemble, Cuarteto Rotterdam, Dresdner Kapellsolisten, Matthias Jung. CPO 5173631 (2016)
  - Bach-Chor Siegen, Tango-Orchester "El Arroyo", Ulrich Stötzel. Capriccio 8095911 (2018)
- Presagios
- Violonceltango
- Magnificat.
  - Astrolabium Choir, Capella Bydgostiensis Chamber Orchestra, Kinga Litowska. DUX 8082191 (2016)
  - Oratorienchor Ulm (2016)